# Processen van Neurenberg

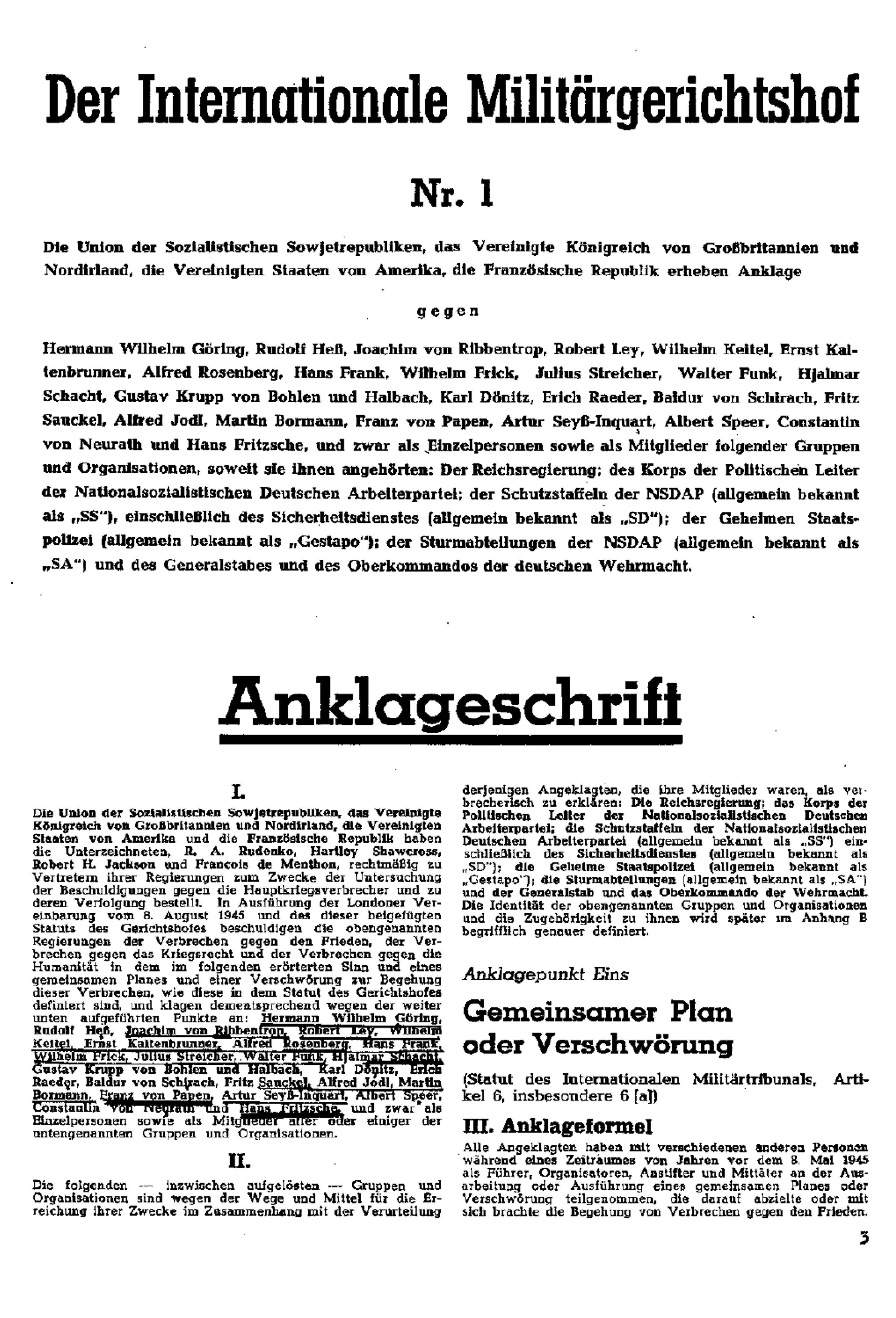
Aanklacht – Neurenberg – Internationaal Militair Tribunaal (1945)

De Processen van Neurenberg zijn de strafprocessen die na afloop van de Tweede Wereldoorlog in de Duitse stad Neurenberg werden gehouden. De geallieerden kozen voor Neurenberg om een aantal redenen. Zo lag de stad centraal in het Duitse Rijk. Het paleis van justitie in Neurenberg was een van de weinige gebouwen in het gebombardeerde Duitsland dat nog overeind stond. Bovendien bevond zich achter het gebouw een grote gevangenis. Ook was Neurenberg de stad waar de nazipartij haar grootse 'partijdagen' hield (op de net buiten de stad gelegen Reichsparteitagsgelände). Verder kondigden de nazi's in Neurenberg hun beruchte rassenwetten af.

## Eerste proces
Het bekendste proces van Neurenberg was tegen 24 kopstukken van het naziregime. Het proces begon op 20 november 1945 en duurde tot 1 oktober 1946, toen het vonnis werd uitgesproken.
Dit proces werd gehouden voor het Internationale Militaire Tribunaal. Het is het bekendste - men spreekt vaak van het Proces van Neurenberg (zie aldaar) - maar zeker niet het enige proces dat na de Tweede Wereldoorlog gehouden werd. Vervolgprocessen werden gehouden tegen onder andere artsen en juristen: uiteindelijk werden er in totaal 177 aangeklaagden ondervraagd.
De andere processen werden gehouden voor Amerikaanse militaire rechtbanken. De twaalf processen vonden wel in dezelfde ruimte plaats.

## Vervolgprocessen
In twaalf vervolgprocessen voor de Amerikaanse militaire rechtbank werden aangeklaagd:
- 56 leden van de SS en politie
- 42 industriëlen en bankiers
- 39 artsen en juristen
- 26 militaire leiders
- 22 ministers en vertegenwoordigers van de regering

Van alle aangeklaagden werden er vijfendertig vrijgesproken. Vierentwintig werden ter dood veroordeeld, twintig tot een levenslange gevangenisstraf en achtennegentig kregen een gevangenisstraf tussen de achttien maanden en vijfentwintig jaar. Op 31 januari 1951 verminderde de Geallieerde Hoge Commissaris John McCloy verschillende straffen. Van diegenen die ter dood veroordeeld waren, werden slechts twaalf doodstraffen uitgevoerd. Elf werden omgezet naar gevangenisstraffen en één persoon werd uitgeleverd aan België, waar hij in gevangenschap stierf.

## Rechtszaken
- Rechtszaak I Artsenproces: 9 december 1946 – 20 augustus 1947 (Duits: Ärzte-Prozess)
- Rechtszaak II Milchproces: tegen Generaal-Veldmaarschalk Erhard Milch, 2 januari – 17 april 1947 (Duits: Milch-Prozess)
- Rechtszaak III Juristenproces: 17 februari – 14 december 1947 (Duits: Juristenprozess)
- Rechtszaak IV Proces Wirtschafts- und Verwaltungshauptamt der SS: tegen het SS-Wirtschafts- und Verwaltungshauptamt, 13 januari – 3 november 1947 (Duits: Prozess Wirtschafts- und Verwaltungshauptamt der SS)
- Rechtszaak V Flickproces: tegen Friedrich Flick en het Flick-Concern, 18 april – 22 december 1947 (Duits: Flick-Prozess)
- Rechtszaak VI IG Farbenproces: tegen IG Farben, 14 augustus 1947 – 30 juli 1948 (Duits: I.G.-Farben-Prozess)
- Rechtszaak VII Proces Generaals in Zuidoost-Europa (ook wel het Gijzelaarsproces genoemd), 15 juli 1947 – 19 februari 1948 (Duits: Prozess Generäle in Südosteuropa of Geiselmord-Prozess)
- Rechtszaak VIII Proces Rasse- und Siedlungshauptamt der SS: tegen het Rasse- und Siedlungshauptamt (onderdeel voor rassenzuivering van de SS), 1 juli 1947 – 10 maart 1948 (Duits: Prozess Rasse- und Siedlungshauptamt der SS)
- Rechtszaak IX Einsatzgruppenproces: tegen de SS-Einsatzgruppen, 15 september 1947 – 10 april 1948 (Duits: Einsatzgruppen-Prozess)
- Rechtszaak X Kruppproces: tegen het Krupp-concern, 8 december 1947 – 31 juli 1948 (Duits: Krupp-Prozess)
- Rechtszaak XI Wilhelmstraßenproces: tegen de Vreemdelingendienst en andere ministeries, 4 november 1947 – 14 april 1948 (Duits: Wilhelmstraßen-Prozess)
- Rechtszaak XII Proces Oberkommando der Wehrmacht: tegen het Oberkommando der Wehrmacht, 30 december 1947 – 29 oktober 1948 (Duits: Prozess Oberkommando der Wehrmacht)

## Andere rechtszaken tegen misdadigers uit de Tweede Wereldoorlog
- Auschwitzproces
- Bergen-Belsenproces
- Curiohausproces (tegen de verantwoordelijken voor het concentratiekamp Neuengamme)
- Dachauprocessen, waaronder het Malmedyproces (tegen de verantwoordelijken van de moordpartij op geallieerde krijgsgevangenen in Malmedy tijdens de Slag om de Ardennen) en het Mauthausenproces
- Vliegersprocessen (tegen de verantwoordelijken van de moorden op geallieerde vliegtuigbemanningen die een noodlanding maakten)
- Majdanekproces
- Ravensbrückproces
- Treblinkaproces
- Ulmer Einsatzgruppenproces (tegen Gestapo-, SD- en politiepersoneel verantwoordelijk voor de moord op Joden in het Italiaans-Duitse grensgebied)
- Eichmannproces (voor een Israëlische rechtbank)
- Proces van Tokio, berechting van 28 Japanse oorlogsmisdadigers